# جيمس دوغلاس جونيور
جيمس دوغلاس جونيور هو شخصية أعمال كندي، ولد في 1868 في لاك مغانتيك في كندا، وتوفي في 1949 في مونتريال في كندا.